# Joseph Akhasamba
Joseph Akhasamba est un boxeur kényan né le 20 juin 1963 à Nairobi.

## Carrière
Aux Jeux olympiques d'été de 1988 à Séoul, Joseph Akhasamba est éliminé en quarts de finale dans la catégorie des poids mi-lourds par le Yougoslave Damir Škaro.
Il remporte la médaille d'or dans la catégorie des poids mi-lourds aux Jeux du Commonwealth d'Auckland en 1990, battant en finale le Canadien Dale Brown (en).
Il est ensuite médaillé d'argent dans la catégorie des poids lourds aux Jeux africains du Caire en 1991, s'inclinant en finale contre le Nigérian David Izonritei.
Aux Jeux olympiques d'été de 1992 à Barcelone, il est éliminé au deuxième tour dans la catégorie des poids lourds par le Canadien Kirk Johnson (en).